# Defending the Throne of Evil
Defending the Throne of Evil är det norska black metal-bandet Carpathian Forests fjärde fullängdsalbum, som gavs ut 2003 av skivbolaget Season of Mist.

## Låtlista
1. "It's Darker Than You Think" – 4:41
2. "Skjend hans lik" – 5:07
3. "The Well of All Human Tears" – 5:36
4. "Put to Sleep Like a Sick Animal!!!" – 4:52
5. "Hymne til døden" – 3:51
6. "Ancient Spirits of the Underworld" – 4:35
7. "Spill the Blood of the Lamb" – 4:52
8. "One With the Earth" – 3:14
9. "Christian Incoherent Drivel" – 3:41
10. "The Old House on the Hill" – 2:51
11. "Necrophiliac/Anthropophagus Maniac" – 4:12
12. "Cold Murderous Music" – 3:50

- Alla låtar skrivna av Nattefrost utan spår 8 som är skriven av Eivind Kulde.

## Medverkande
Musiker (Carpathian Forest-medlemmar)
- Nattefrost (Roger Rasmussen) – sång, gitarr
- Tchort (Terje Vik Schei) – gitarr
- Vrangsinn (Daniel Vrangsinn Salte) – basgitarr, gitarr, keyboard
- Kobro (Anders Kobro) – trummor, percussion

Bidragande musiker
- Arvid Motörsen (Arvid Thorsen) – tenorsaxofon

Produktion
- Terje Refsnes  – producent, ljudtekniker, ljudeffekter
- Nattefrost – producent, omslagsdesign, omslagskonst, grafik, foto
- Vrangsinn – producent, omslagsdesign, omslagskonst, grafik, foto
- Daniel Orstad – foto

### Fotnoter
1. ↑  Defending the Throne of Evil på discogs.com